# Julius Franz Schütz
Julius Franz Schütz (* 10. November 1889 in Mureck; † 20. Oktober 1961 in Graz) war ein österreichischer Schriftsteller, Bibliothekar und Kulturhistoriker.

## Leben
Julius Franz Schütz wuchs in dem seinerzeit 1500 Einwohner zählenden, an der deutsch-slowenischen Sprachgrenze gelegenen, steirischen Marktflecken Mureck auf. Hier besuchte er zunächst die Volksschule und setzte danach seine Ausbildung am Bischöflichen Gymnasium Graz fort. Schon früh entdeckte er seine Begabung zum Schreiben und seine tiefe Neigung zur Poesie. Dennoch begann er nach Ablegung der Reifeprüfung an der Karl-Franzens-Universität in Graz ein Rechtswissenschaftsstudium. Studienbegleitend beschäftigte er sich jedoch auch intensiv mit Germanistik, Geschichte und Kunstgeschichte. Im Jahre 1914 wurde Schütz zum Dr. jur. promoviert.
Während seiner Studienzeit hatte Schütz freundschaftliche Beziehungen zu dem aus Windischgrätz (heute Slovenj Gradec in Slowenien) stammenden Ernst Goll. Dieser empfindsame Individualist war für ihn nicht nur Vertrauter, sondern auch treibende Kraft für seine eigenen literarischen Arbeiten. Unmittelbar nach dem tragischen Freitode seines Gefährten im Juli des Jahres 1912, gab er dessen dichterischen Nachlass als Gedichtband unter dem Titel: „Im bitteren Menschenland“ heraus. Damit setzte er seinem Freund ein dauerndes Ehrenmal und bewahrte dessen Werk vor dem Vergessen.
Nach den Kriegsjahren trat Schütz 1919 in den Dienst der Steiermärkischen Landesbibliothek am Joanneum in Graz. In dieser bedeutenden steirischen Kulturinstitution verbrachte er einen beträchtlichen Teil seines Arbeitslebens, diesbezüglich als Direktor von 1937 bis zu seiner Pensionierung im Jahre 1954. Eine überlebensgroße Büste im Lesesaal der Bücherei erinnert an sein Wirken.
Am 18. Mai 1938 beantragte er die Aufnahme in die NSDAP und wurde rückwirkend zum 1. Mai aufgenommen (Mitgliedsnummer 6.288.979).

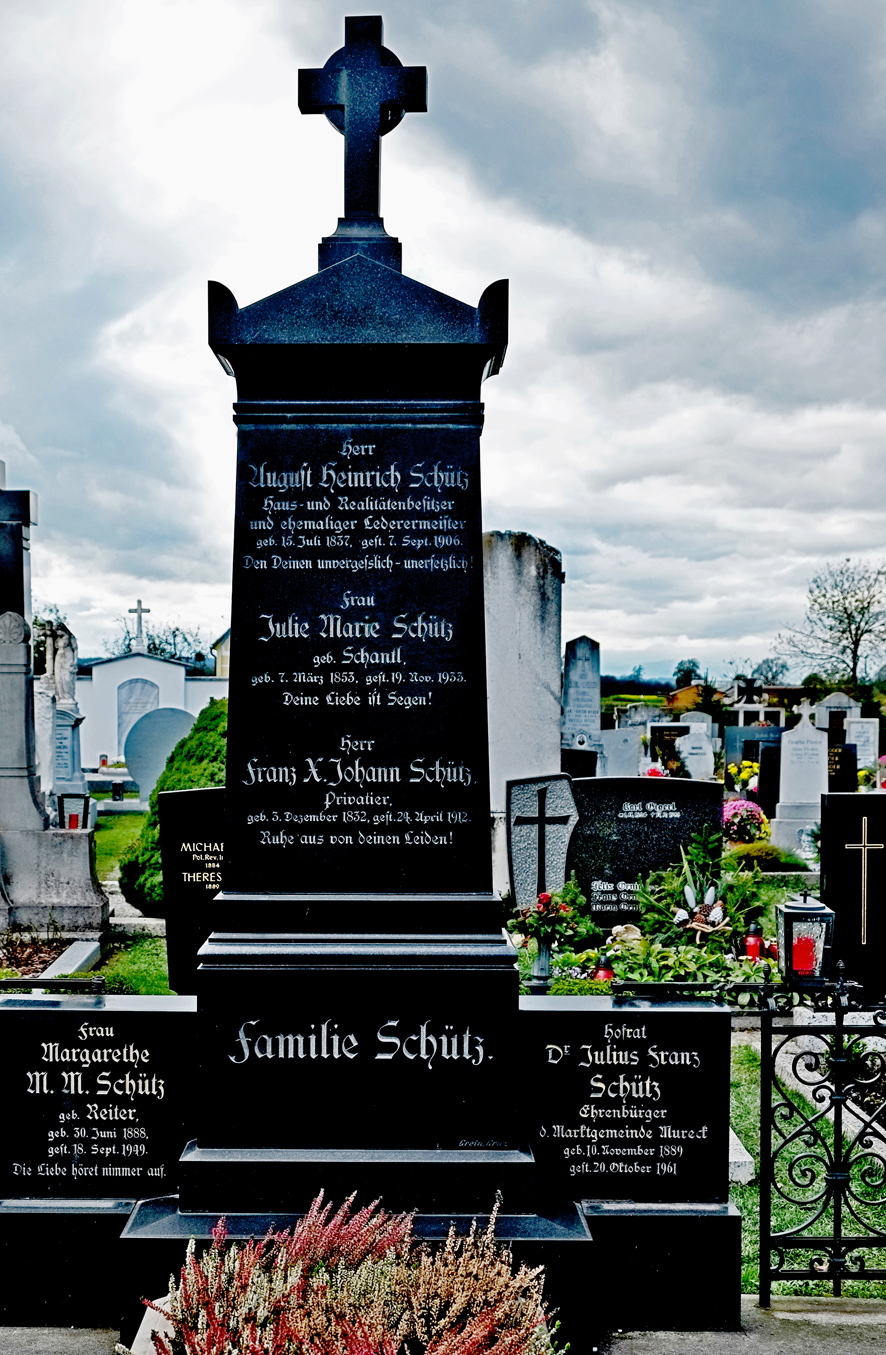
Grabstätte des Julius Franz Schütz und seiner Familie auf dem Friedhof der Stadtgemeinde Mureck (2013)

Nach dem Tode seiner Frau Grete im Jahre 1949 litt er, auch weil die Ehe kinderlos blieb, unter zunehmender Vereinsamung und zog sich merklich aus der Öffentlichkeit zurück. Später vererbte er seiner Heimatgemeinde, der er sich zeitlebens eng verbunden fühlte, sein Wohnhaus am Murecker Hauptplatz mit Mobiliar und seiner umfangreichen Bibliothek unter der Auflage, das Gebäude für kulturelle Zwecke zu verwenden und daraus ein Museum zu schaffen.
Julius Franz Schütz verstarb kurz vor seinem 72. Geburtstag in Graz und ruht auf dem Friedhof seines Geburtsortes.

## Auszeichnungen
- 1954 Peter-Rosegger-Preis (gemeinsam mit Karl Adolf Mayer).
- Ehrenbürger der Stadtgemeinde Mureck.

## Werke
- Hamerling - Ahasveros, Szenischer Prolog, 1910.
- Erbe, Eigen und Liebe, Gedichte, 1914.
- Die goldene Westfahrt, Gedichte, 1916.
- Das Vaterunser des Schaffenden, 1917.
- Die tote Frau, eine Szene aus der Weinlese, 1917. (Gemeinsam mit Bruno Ertler.)
- Die Legende von der Königin Wundersam und vom Dichter Medardus, 1917.
- Der tolle Federball, Spiele um den Ernst, 1918.
- Frau der Verheißung, In: Frauen, drei Novellen von Rudolf Hans Bartsch, Julius Franz Schütz und Franz Karl Ginzkey, 1918.
- Die Kreise vom ewigen Leben, 1919.
- Kreise um die Welt, Nachlese aus der Frühzeit, 1920.
- Das Buch vom Ruhen in Gott, 1921.
- Briefe an die Prinzessin Wu, 1921.
- Ilija Muromjez, russisches Lied, 1926.
- Deutsche Trauermesse, von Leopold Reiter (Textbuch), 1929.
- Bausteine zu einer Bibliographie der Canarischen, Madeirischen und Capverdischen Inseln und der Azoren (bis einschließlich 1920), 1929.
- Die Liebe der fünf Soldaten, 1933.
- Aus der Frühzeit der steirischen Drucker, 1936–1939. I. Seit wann druckte Widmanstetter in Graz? II. Wer war der Drucker Th. Gampassers? III. G. Schwetschkes Statistik der Büchermessen, deren originale Kataloge und die steirischen Frühdrucke. IV. Abriß der ältesten steirischen Druckergeschichte.
- Der Weg ohne Tod, Gedichte, 1940.
- Der Ring des Scherfenbergers, neugedichtet, nach der Reimchronik des Otakar aus der Gaal. 1940.
- Der Rattenfänger, Spiel in 3 Akten (Bühnenmanuskript), 1941.
- Baumeister steirischer Geschichte und Landeskunde, 1943
- Von der Aufklärung zum Biedermeier, 1950
- Die Herzogseinsetzung in Kärnten, 1954

## Herausgaben
- Im bitteren Menschenland, Gedichte von Ernst Goll, 1912.
- Maria in Steiermark, Gedichtlese, 1926.
- Camilla Lucerna, Festschrift (zusammen mit Elza Kučera), 1938.